# Tephrina integrata
Tephrina integrata är en fjärilsart som beskrevs av Walker 1862. Tephrina integrata ingår i släktet Tephrina och familjen mätare. Inga underarter finns listade i Catalogue of Life.